# Фиалка песчаная
Фиа́лка песча́ная (лат. Vīola rupēstris) — вид двудольных цветковых растений, включённый в род Фиалка (Viola) семейства Фиалковые (Violaceae).

## Ботаническое описание
Фиалка песчаная — многолетнее травянистое растение, не превышающее 10 см в высоту. Прикорневые листья собраны в розетку, 1—2 см длиной, сердцевидно-почковидной или яйцевидно-округлой формы. Прилистники узкояйцевидные.
Цветки около 1 см в диаметре, красновато-фиолетового цвета, реже голубые или белые, с бледно-фиолетовым шпорцем.
Плод — трёхстворчатая коробочка шаровидной формы, при созревании не опускающаяся на землю, а взрывающаяся и выбрасывающая наружу семена. Семена мелкие, обратнояйцевидные, с ариллусом, 1,5—1,8×0,8—1 мм, с блестящей светло- или тёмно-коричневой поверхностью.
Число хромосом 2n = 20.

## Ареал
Фиалка высокая широко распространена в Евразии. Произрастает на солнечных каменистых склонах гор, на открытых местах в лесах с богатой известью почвой. В Северной Америке произрастает близкородственная Viola adunca.

## Таксономия
|  |                                      |  |                                                         |                                                         |                     |  | ещё 34 семейства, в том числе Клузиевые, Мальпигиевые, Молочайные и Страстоцветные (согласно Системе APG III) | ещё 34 семейства, в том числе Клузиевые, Мальпигиевые, Молочайные и Страстоцветные (согласно Системе APG III) |                     |  |  |  | ещё около 200 видов |
|  |                                      |  |                                                         |                                                         |                     |  | ещё 34 семейства, в том числе Клузиевые, Мальпигиевые, Молочайные и Страстоцветные (согласно Системе APG III) | ещё 34 семейства, в том числе Клузиевые, Мальпигиевые, Молочайные и Страстоцветные (согласно Системе APG III) |                     |  |  |  | ещё около 200 видов |
|  |                                      |  |                                                         | порядок Мальпигиецветные                                |                     |  | | | род Фиалка          |  |  |  |                     |
|  |                                      |  |                                                         | порядок Мальпигиецветные                                |                     |  | | | род Фиалка          |  |  |  |                     |
|  | отдел Цветковые, или Покрытосеменные |  |                                                         |                                                         | семейство Фиалковые |  | | | вид Фиалка песчаная |  |  |  |                     |
|  | отдел Цветковые, или Покрытосеменные |  |                                                         |                                                         | семейство Фиалковые |  | | |                     |  |  |  |                     |
|  |                                      |  | ещё 58 порядков цветковых растений (по Системе APG III) | ещё 58 порядков цветковых растений (по Системе APG III) |                     |  | | ещё около 15 родов                                                                                            | ещё около 15 родов  |  |  |  |                     |
|  |                                      |  |                                                         | ещё 58 порядков цветковых растений (по Системе APG III) |                     |  | | | ещё около 15 родов  |  |  |  |                     |

### Естественные гибриды
- Viola ×burnatii Gremli, 1886 [V. rupestris × V. riviniana]

### Синонимы
- Viola arenaria DC., 1805
- Viola canina var. rupestris (F.W.Schmidt) Regel, 1861
- Viola glaberrima (Murb.) Ye.V.Serg., 1961, nom. illeg.
- Viola rupestris subsp. arenaria (DC.) Tzvelev, 1980
- Viola rupestris subsp. glaberrima (Murb.) Vl.V.Nikitin, 1996
- Viola rupestris var. glaberrima Murb., 1887